# Латимерія індонезійська
Латимерія індонезійська, або целакант індонезійський (Latimeria menadoensis) — один з двох видів роду Latimeria, целакантів, що збереглися до сьогоднішнього часу.
Зустрічається в водах центрального західного Тихого океану: море Сулавесі на північ від островів Сулавесі.
Морська глибоководна демерсальна риба, що сягає 140 см довжиною.